# いのくままさお
いのくま まさお（本名：猪熊 正太郎、1939年9月28日 - 2020年10月13日）は、日本の映画カメラマン。満州出身。

## 経歴
山口県にある実家の菓子店を継ぐべく、1958年に上京して菓子職人としての修行を積んでいたが、機械いじりが好きであったことから撮影の仕事に関心を持ち映像業界に転身。ムービーカメラのレンタル会社を経て、劇映画の撮影を希望して1971年に東映に入社したが、邦画が斜陽の時代をむかえていたため、空きのあった東映テレビ・プロダクションの撮影部に入る。また他のインタビューでは師匠である内田安夫から「熊、そろそろやってみろよ」と推薦を受けたとも述べている。『特別機動捜査隊』などに携わった後に、『東京ロマン 花と蝶』で、カメラマンとして一本立ちする。
その後、東映テレビプロが制作した『人造人間キカイダー』に1番若手であったという理由で参加する。以後は、主に東映の特撮番組の撮影を多く担当した。特撮ヒーロー番組のエンディングのスタッフクレジットで最初に表記される事が多く、低年齢層でも読みやすい平仮名でもあるため、名前は広く知られている。
『バトルフィーバーJ』から『星獣戦隊ギンガマン』終盤までスーパー戦隊シリーズのカメラマンを担当する。その後は『がんばれ!!ロボコン』に参加経験があることから『燃えろ!!ロボコン』を担当し、そのまま後番組である『仮面ライダークウガ』以降の平成仮面ライダーシリーズに参加した。
平成仮面ライダーシリーズの第一作『クウガ』から『鎧武』までの全てに撮影監督として皆勤で参加を果たしている唯一の人物だった。2012年には『特命戦隊ゴーバスターズ』にて13年半ぶりに戦隊シリーズのテレビ作品で撮影監督を担当している。2014年3月公開の映画『平成ライダー対昭和ライダー 仮面ライダー大戦 feat.スーパー戦隊』を手掛けるなど、74歳を越えても第一線で活躍していたが、『仮面ライダー鎧武』第32・33話（石田秀範監督組）をもって撮影監督を引退した。
東映プロデューサーの白倉伸一郎によれば、当初は『仮面ライダーウィザード』最終話で引退を表明していたが、白倉の三顧の礼をもって迎えたことにより『仮面ライダー大戦』の撮影監督として参加が決定した。

## エピソード
- 「いのくままさお」というクレジットでのひらがな表記（芸名）は、実家の菓子店がひらがなの屋号で商売をしていることから、店を継いだ弟から宣伝のために改名を依頼され、自らの通り名もそれで統一することにしたという[4]。本名のままでは字数が多くクレジットに入り切らないため、名は「まさお」とした[2][注釈 2]。
- 数多くの特撮作品に携わっているが、以前は「俺は特撮に関わるわけないんだ」と思っていたという[8]。
- 『大戦隊ゴーグルファイブ』では、アクションシーンでハイスピードとスローモーションを繋げるという演出を編み出した[9]。当時は細かな編集ができなかったため、いのくまが撮影時に感覚でタイミングをあわせてスピードを切り替えており、東映プロデューサーの鈴木武幸はその技術の高さを評価している[9]。
- 『仮面ライダークウガ』で初めてビデオ撮影に挑戦した[5][1]。当初はビデオ撮影の経験があるカメラマンが担当する予定であったが、急遽いのくまが担当することになり、最初は戸惑うことも多かったという[5]。
- 『仮面ライダー555』第7・8話の撮影中に、いのくまを乗せた移動車のタイヤが急に曲がったために、いのくまが石畳の上に転倒する事故があった[要検証 – ノート]。その際に「息が出来ないくらい胸を打った」が、「でも痛いからってどうしようもないし」と病院からすぐに戻って撮影を再開したという。普通ならば入院するほどの事態だったので、「人間じゃないって言われましたよ（笑）」と語る[10]。
- 『劇場版 仮面ライダーキバ 魔界城の王』には裁判官役でカメオ出演している[5]。
- 『仮面ライダーW』第11・12話の撮影中に古希を迎え、撮影現場で仮面ライダーWに紫のちゃんちゃんこを着せられた[11]。
- パワーレンジャーシリーズを担当していたサバン・エンターテイメントのプロデューサーが東映の撮影現場を視察に訪れた際にいのくまの引き抜きを要望したが、東映プロデューサーの鈴木武幸がこれを断っている[5]。
- 仕事では休みがほとんどなかったが、仕事が好きであったので苦ではなかったと述べており、引退後は時間を持て余しているという[5]。

### 俳優とのエピソード
多く俳優から慕われており、特に若手からはいのくまから色々なことを教わったという声が多い。
- 『電撃戦隊チェンジマン』に出演した柴田時江は、いのくまについて「アクティブ」「お世話になりましたね」と話しており、「最近でもクレジットでいのくまさんの名前を見ると、当時を思い出して涙が出そうに」なるという[12]。
- 『超新星フラッシュマン』『地球戦隊ファイブマン』に出演した植村喜八郎は、現場におけるいのくまの仕事ぶりに強い印象を受けたという。「ジャパン・アクション・カメラマン」「高いとこにも平気で登ってっちゃうし。すごいですよ、あの人は」と回想[13]。
- 『超新星フラッシュマン』『超獣戦隊ライブマン』に出演した中田譲治は、いのくまは「面倒見のいい方」で「こういったベテランの方が現場にいることは、すごく貴重」と話している[14]。
- 『ライブマン』に出演した嶋大輔は、いのくまが爆発シーンで丁寧に説明してくれるなど、現場で助けられたといい、また自らクレーンに吊られて撮影するなど体を張っていたと証言している[15]。
- 『地球戦隊ファイブマン』に出演した藤敏也は、いのくまから撮影について教わるとともに励まされることも多く、いのくまに褒められることが自信につながったという[16]。
- 『鳥人戦隊ジェットマン』に結城凱役で出演した若松俊秀は、暴走した演技をしても「凱だからいいよ」として許されていたという[17]。
- 『五星戦隊ダイレンジャー』『仮面ライダー555』に出演した中康治は、いのくまについて「いつも優しくて。素晴らしい方です」と評している[18]。
- 『超力戦隊オーレンジャー』に出演したさとう珠緒は、いのくまはどれだけカット数が多くても予定通り日中に撮り終えていたと証言しており、いのくまと照明部の連携は職人技であったと評している[19]。
- 『仮面ライダーアギト』に出演した友井雄亮は、「（いのくまに）叱られて、悔しかったこととかいっぱいあるけど、トイレとかで一緒になると声かけてくれて、自分の親父みたいに思ってました」と話している[20]。
- 『仮面ライダー555』に主演した半田健人は、いのくまについて「精神的に助けてもらった。あったかい人」と語る。ヒロイン役の芳賀優里亜は、いのくまがいると「元気になるよね」「さまざまなことを教えてくれる教育係のような存在だった」と話している[21]。
- 『仮面ライダーカブト』に主演した水嶋ヒロは、いのくまについて「あの人はすごい。現場を変えちゃう」と語り、いのくまのような人間になりたいと冗談まじりで話している。同じく『カブト』に出演した内山眞人も「しんどいところでも、笑わせてくれるもんね」と敬愛[22]。
- 『仮面ライダーキバ』に主演した瀬戸康史は、『仮面ライダーアギト』に出演した要潤や『仮面ライダーカブト』に出演した山本裕典と他の作品で共演した際に、自分の出ていないライダー作品での「いのくまさんはどうだった？」という話に興じたという[23]。
- 『仮面ライダー響鬼』『仮面ライダー電王』などに出演した中村優一は、『仮面ライダー×仮面ライダー×仮面ライダー THE MOVIE 超・電王トリロジー』でいのくまとまた仕事ができて嬉しかったという。中村はいのくまについて「ものすごい、パワーのある方」「僕も、将来はああなりたいですね（笑）」と話している[24]。

### スタッフとのエピソード
助監督が監督へ昇格してゆく様を多く見守っており、監督デビュー作をいのくまが担当したスタッフも多い。
- 『快傑ズバット』『燃えろアタック』などで長年コンビを組んだ監督の田中秀夫と対談した際に、いのくまは田中に対して「3本の指に入るくらいの頑固な監督です」と発言している[25]。一方、田中もいのくまに対して「相当な頑固で譲らない時がある」と発言している[26]。
- 戦隊シリーズを撮っていたころに、助監督の中澤祥次郎に「お前が監督になったら俺がカメラマンをしてやる」と約束していた。しかし中澤が戦隊の監督に昇進した時期に、いのくまは仮面ライダーシリーズに異動しており、すれ違い状態が長く続いた。そしてこの約束は『仮面ライダーキバ』第36話にて、ようやく果たされることになった。いのくまは、終始機嫌よくカメラを回し続けたという[27]。
- 髙寺成紀に対して、玩具の販促などでドラマを作ることには批判を示したことがある。
  - 一例として『オーレンジャー』の中盤でロボットの数が増えたことに対して当時「やたらとロボットばっかり出てくるだけど、ドラマが見えてこない。そういうのは、どうにかならないのか？」と意見し、インタビュー内でも「ドラマ上、必然があって撮るならいいんだけど、ドラマの中で意味のないカットを無理矢理撮るのは絶対よくないですから。嫌でしたから」と述懐している[28]。
  - 高寺も、このことに対し「いのくまさんとして子どもたちに見せたいのは「お話」なんだから、とにかくそこを押さえて番組を作ってくれ」と汲み取った上で、いのくまのそういう思いが自分的には心強かったとも話している。また「子供番組の基本の理念、精神みたいなものを、当事者である大人たちが棚に上げる感じが合点がいかなかったんですよね」と高寺も理解を示し、いのくまも全く同じ気持ちだったと同意している[28]。
  - また『がんばれ!!ロボコン』の時も、いのくま曰く「玩具の方が先行して出るような感じでロボットが増えた」ことに、「まず作り手がやろうと思ったことをきちんと伝えることが先なんじゃないの」と誰か意見してくれないだろうか思っていたという[28]。
- 監督の坂本太郎とは同じ年齢で、家族ぐるみのつき合いをしているという。坂本が助監督だった『人造人間キカイダー』からのつき合いである[8]。
- 監督の東條昭平とも同じ年齢で、スーパー戦隊シリーズで12作品組んでいた。
- 監督の長石多可男と付き合いが古く、彼とのエピソードは枚挙に暇がない。
  - 2007年11月に行われた鈴木美潮主催の『長石祭』というイベントでさとう珠緒が語ったことによると、『超力戦隊オーレンジャー』の撮影中、いのくまと長石が口論になった場面を目撃したという。そのときさとうは「いのくまさんと監督が言い争いになったとき、ふたりの背後で言霊がケンカしているのを見た」と冗談ぽく付け加えている。
  - 『仮面ライダーカブト』で山本裕典が迫真の演技を見せて、いのくまが「オッケー!」と言って、長石に「監督、今のどう!?」と聞いたら、長石は「はっ、月を見てた!」と上の空だったという。
  - 溝口琢矢が語ったところによると『劇場版 仮面ライダー電王 俺、誕生!』の撮影中がシーンの撮影でカメラのフレームから目をそらしてしまった際、すかさずいのくまが「下を向くな！」と叱り飛ばした。しかし、長石が「私が選んだ役者だ、怒るなら私を怒れ！」と言って庇ってくれたという。
  - いのくまは長石について、「昔は長石監督の指示が訳わからなくて、撮った画を見て納得したんだけど最近は監督が丸くなったのか、俺が慣れたのかはわからないけどついていけるようになった」と語っている。また、長石の感覚的な指示を若い俳優が理解できずにいるときには、いのくまが長石の意図を汲んで俳優に説明することもあるそうで「通訳だね（笑）」と話している[8]。
  - 長石は2013年3月に死去し、5月に催された長石を偲ぶ会では弔辞を述べた。
- いのくまの弟子に『大魔神カノン』でデビューを果たし、『天装戦隊ゴセイジャー』で特撮カメラを担当している野村次郎がいる。

## 主な撮影作品

### テレビ
- 特別機動捜査隊（1961年 - 1977年、東映・NETテレビ）
- 東京ロマン 花と蝶（1969年、東映・NETテレビ）
- プレイガール（1969年 - 1974年、東映・東京12チャンネル)
- 五番目の刑事（1969年 - 1970年、東映・NETテレビ）
- 宮本武蔵（1970年、東映・NETテレビ）
- 男一番!タメゴロー（1970年、東映・NETテレビ）
- 太陽の恋人（1971年、東映・NETテレビ）
- 半七捕物帳（1971年 - 1972年、東映・NETテレビ）
- 人造人間キカイダー（1972年 - 1973年、東映・NETテレビ）
- 非情のライセンス（1973年 - 1974年、東映・NETテレビ）
- がんばれ!!ロボコン（1974年 - 1977年、東映・NETテレビ）
- 燃える捜査網（1975年 - 1976年、東映、NETテレビ）
- 忍者キャプター（1976年 - 1977年、東映・東映エージエンシー・東京12チャンネル）
- 快傑ズバット（1977年、東映・東映AG・東京12チャンネル）
- 冒険ファミリー ここは惑星0番地（1977年 - 1978年）
- がんばれ!レッドビッキーズ（1978年、東映・テレビ朝日）
- スパイダーマン (東映)（1978年- 1979年、東映・東京12チャンネル（現・テレビ東京））
- 燃えろアタック（1979年、東映・テレビ朝日）
- スーパー戦隊シリーズ（東映・東映エージエンシー・テレビ朝日）
  - バトルフィーバーJ（1979年 - 1980年）
  - 電子戦隊デンジマン（1980年 - 1981年）
  - 大戦隊ゴーグルファイブ（1982年 - 1983年）
  - 科学戦隊ダイナマン（1983年 - 1984年）
  - 超電子バイオマン（1984年 - 1985年）
  - 電撃戦隊チェンジマン（1985年 - 1986年）
  - 超新星フラッシュマン（1986年 - 1987年）
  - 光戦隊マスクマン（1987年 - 1988年）
  - 超獣戦隊ライブマン（1988年 - 1989年）
  - 高速戦隊ターボレンジャー（1989年 - 1990年）
  - 地球戦隊ファイブマン（1990年 - 1991年）
  - 鳥人戦隊ジェットマン（1991年 - 1992年）
  - 恐竜戦隊ジュウレンジャー（1992年 - 1993年）
  - 五星戦隊ダイレンジャー（1993年 - 1994年）
  - 忍者戦隊カクレンジャー（1994年 - 1995年）
  - 超力戦隊オーレンジャー（1995年 - 1996年）
  - 激走戦隊カーレンジャー（1996年 - 1997年）
  - 電磁戦隊メガレンジャー（1997年 - 1998年）
  - 星獣戦隊ギンガマン（1998年 - 1999年）
  - 特命戦隊ゴーバスターズ（2012年 - 2013年）
- それゆけ!レッドビッキーズ（1980年 - 1982年、東映・テレビ朝日）
- 宇宙刑事ギャバン（1982年 - 1983年、東映・旭通信社・テレビ朝日）
- 燃えろ!!ロボコン（1999年 - 2000年、東映・ADK・テレビ朝日）
- 仮面ライダーシリーズ（東映・ADK・テレビ朝日）
  - 仮面ライダークウガ（2000年 - 2001年）
  - 仮面ライダーアギト（2001年 - 2002年）
  - 仮面ライダー龍騎（2002年 - 2003年）
  - 仮面ライダー555（2003年 - 2004年）
  - 仮面ライダー剣（2004年 - 2005年）
  - 仮面ライダー響鬼（2005年 - 2006年）
  - 仮面ライダーカブト（2006年 - 2007年）
  - 仮面ライダー電王（2007年 - 2008年）
  - 仮面ライダーキバ（2008年 - 2009年）
  - 仮面ライダーG（2009年）
  - 仮面ライダーディケイド（2009年）
  - 仮面ライダーW（2009年 - 2010年）
  - 仮面ライダーオーズ/OOO（2010年 - 2011年）
  - 仮面ライダーフォーゼ（2011年 - 2012年）
  - 仮面ライダーウィザード（2012年 - 2013年）
  - 仮面ライダー鎧武/ガイム（2013年 - 2014年）

### 映画
- スーパー戦隊シリーズ
  - 大戦隊ゴーグルファイブ（1982年）
  - 科学戦隊ダイナマン（1983年）
  - 超電子バイオマン（1984年）
  - 電撃戦隊チェンジマン（1985年）
  - 電撃戦隊チェンジマン　シャトルベース!危機一髪!（1985年）
  - 超新星フラッシュマン（1986年）
  - 超新星フラッシュマン 大逆転!タイタンボーイ（1987年）
  - 光戦隊マスクマン（1987年）
  - 高速戦隊ターボレンジャー（1989年）
  - 五星戦隊ダイレンジャー（1993年）
  - 超力戦隊オーレンジャー（1995年）
- 仮面ライダーシリーズ
  - 劇場版 仮面ライダーアギト PROJECT G4（2001年）[5]
  - 劇場版 仮面ライダー剣 MISSING ACE（2004年）
  - 劇場版 仮面ライダー響鬼と7人の戦鬼（2005年）
  - 劇場版 仮面ライダーカブト GOD SPEED LOVE(2006年）
  - 劇場版 仮面ライダー電王 俺、誕生!（2007年）
  - 劇場版 仮面ライダーキバ 魔界城の王（2008年)
  - 劇場版 超・仮面ライダー電王&ディケイド NEOジェネレーションズ 鬼ヶ島の戦艦（2009年）
  - 劇場版 仮面ライダーディケイド オールライダー対大ショッカー（2009年）
  - 仮面ライダー×仮面ライダー×仮面ライダー THE MOVIE　超・電王トリロジー（2010年）
    - EPISODE RED ゼロのスタートウィンクル
    - EPISODE BLUE 派遣イマジンはNEWトラル
    - EPISODE YELLOW お宝DEエンド・パイレーツ

  - オーズ・電王・オールライダー レッツゴー仮面ライダー（2011年）
- スーパーヒーロー大戦シリーズ
  - 仮面ライダー×スーパー戦隊 スーパーヒーロー大戦（2012年）
  - 平成ライダー対昭和ライダー 仮面ライダー大戦 feat.スーパー戦隊（2014年）

### オリジナルビデオ
- 超力戦隊オーレンジャー オーレVSカクレンジャー（1996年）
- 激走戦隊カーレンジャーVSオーレンジャー（1997年）
- 電磁戦隊メガレンジャーVSカーレンジャー（1998年）
- 星獣戦隊ギンガマンVSメガレンジャー（1999年）
- 美少女戦士セーラームーン Act.ZERO（2005年）